# Wethersfield (Connecticut)
Pour les articles homonymes, voir Wethersfield.
Wethersfield est une ville située dans le comté de Hartford, dans l'État du Connecticut (États-Unis). Lors du recensement de 2010, sa population s’élevait à 26 668 habitants.

## Géographie
Selon le Bureau du Recensement des États-Unis, la superficie de la ville est de 13,11 milles carrés (33,95 km2), dont 12,31 milles carrés (31,88 km2) de terres et 0,80 milles carrés (2,07 km2) de plans d'eau (soit 6,1 %).

## Histoire
Appelée Pyquag par les amérindiens, la ville devient une municipalité en 1634 sous le nom de Watertown. Elle adopte le nom de la ville anglaise de Wethersfield en 1637.

## Démographie
D'après le recensement de 2000, il y avait 26 269 habitants, 11 214 ménages, et 7 412 familles dans la ville. La densité de population était de 18,7 hab/km2. Il y avait 11 454 maisons avec une densité de 356,9 maisons/km2. La décomposition ethnique de la population était : 93,19 % blancs ; 2,09 % noirs ; 0,08 % amérindiens ; 1,58 % asiatiques ; 0,02 % natifs des îles du Pacifique ; 1,82 % des autres races ; 1,22 % de deux ou plus races. 4,19 % de la population était hispanique ou Latino de n'importe quelle race.
Il y avait 11 214 ménages, dont 25,2 % avaient des enfants de moins de 18 ans, 53,9 % étaient des couples mariés, 9,6 % avaient une femme qui était parent isolé, et 33,9 % étaient des ménages non-familiaux. 30,2 % des ménages étaient constitués de personnes seules et 15,9 % de personnes seules de 65 ans ou plus. Le ménage moyen comportait 2,31 personnes et la famille moyenne avait 2,89 personnes.
Dans la ville la pyramide des âges était 20,1 % en dessous de 18 ans, 4,8 % de 18 à 24, 26,6 % de 25 à 44, 25,1 % de 45 à 64, et 23,5 % qui avaient 65 ans ou plus. L'âge médian était 44 ans. Pour 100 femmes, il y avait 86,6 hommes. Pour 100 femmes de 18 ans ou plus, il y avait 82,4 hommes.
Le revenu médian par ménage de la ville était 53 289 dollars US ($), et le revenu médian par famille était 68 154 $. Les hommes avaient un revenu médian de 43 998 $ contre 37 443 $ pour les femmes. Le revenu par habitant de la ville était 28 930 $. 2,4 % des habitants et 4,4 % des familles vivaient sous le seuil de pauvreté. 3,8 % des personnes de moins de 18 ans et 5,5 % des personnes de plus de 65 ans vivaient sous le seuil de pauvreté.
| 1820  | 1840  | 1850  | 1860  | 1870  | 1880  |
| ----- | ----- | ----- | ----- | ----- | ----- |
| 3 825 | 3 824 | 2 523 | 2 705 | 2 693 | 2 173 |

| 1890  | 1900  | 1910  | 1920  | 1930  | 1940  |
| ----- | ----- | ----- | ----- | ----- | ----- |
| 2 271 | 2 637 | 3 148 | 4 342 | 7 512 | 9 644 |

| 1950   | 1960   | 1970   | 1980   | 1990   | 2000   |
| ------ | ------ | ------ | ------ | ------ | ------ |
| 12 533 | 20 561 | 26 662 | 26 013 | 25 651 | 26 271 |

| 2010   | - | - | - | - | - |
| ------ | - | - | - | - | - |
| 26 668 | - | - | - | - | - |

## Personnalités liées à la ville
- Annabella Sciorra (1964-), actrice.
- Benjamin Wright (en) (1770-1842), ingénieur[4].
- Betsey Johnson (1942-), styliste.
- Chris Murphy (1973-), politicien.
- Levi Warner (en) (1831-1911), politicien.